# بدر سالم نایف
بدر سالم نایف (بلغاری: Петър Танев؛ زادهٔ ۲۹ اکتبر ۱۹۷۲) یا پتار تانف وزنه‌بردار بلغارتبار اهل قطر است.
وی در مسابقات کشوری و بین‌المللی در مجموع برندهٔ ۲ مدال طلا، ۱ مدال نقره، ۱ مدال برنز شده‌است.